# Boterkoek (België)

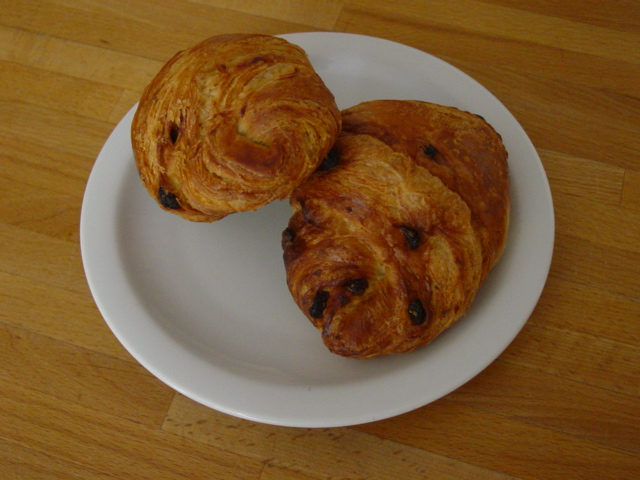
Twee boterkoeken met rozijnen

Boterkoeken zijn een soort koffiekoek en een Belgische specialiteit. Ze worden gemaakt van gerezen bladerdeeg en bestaan in twee varianten, met of zonder rozijnen. Er bestaan ook boterkoeken met een laagje chocolade erop. De term boterkoek kan ook als synoniem voor koffiekoek gebruikt worden.